# Plateau du Limousin
 (août 2010).
Si vous disposez d'ouvrages ou d'articles de référence ou si vous connaissez des sites web de qualité traitant du thème abordé ici, merci de compléter l'article en donnant les références utiles à sa vérifiabilité et en les liant à la section « Notes et références ».
Le plateau du Limousin définit un ensemble de plateaux plus ou moins vallonnés, situés en bordure nord-ouest du Massif central, plus précisément bordant les monts du Limousin (dont l'altitude est globalement supérieure à 500 mètres d'altitude), et dont le nom de plateau est dû à un relief relativement doux, seulement entaillé par quelques vallées (Vienne, Briance, Isle, Vézère, Auvézère, Grêne, etc.)
Son altitude est généralement comprise entre 250 et 450 mètres, en moyenne autour de 350 mètres, s'inclinant globalement d'ouest en est, du plateau de Millevaches (environ 500 mètres d'altitude) vers la Charente. Le point culminant, à Masseret, atteint 518 m d'altitude.

## Géographie

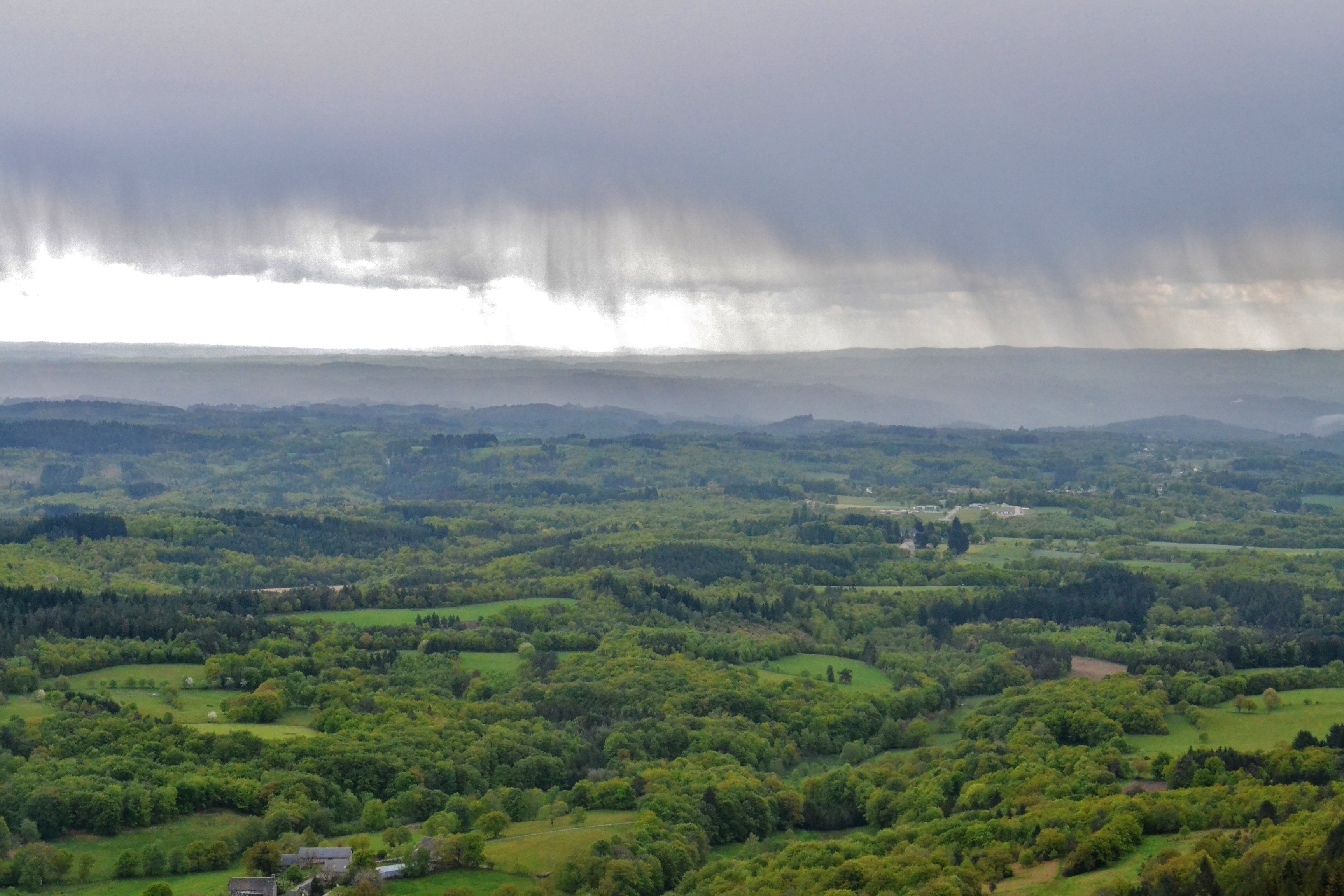
Le plateau limousin dominé en son extrémité sud-est par le suc au May, sommet des Monédières.

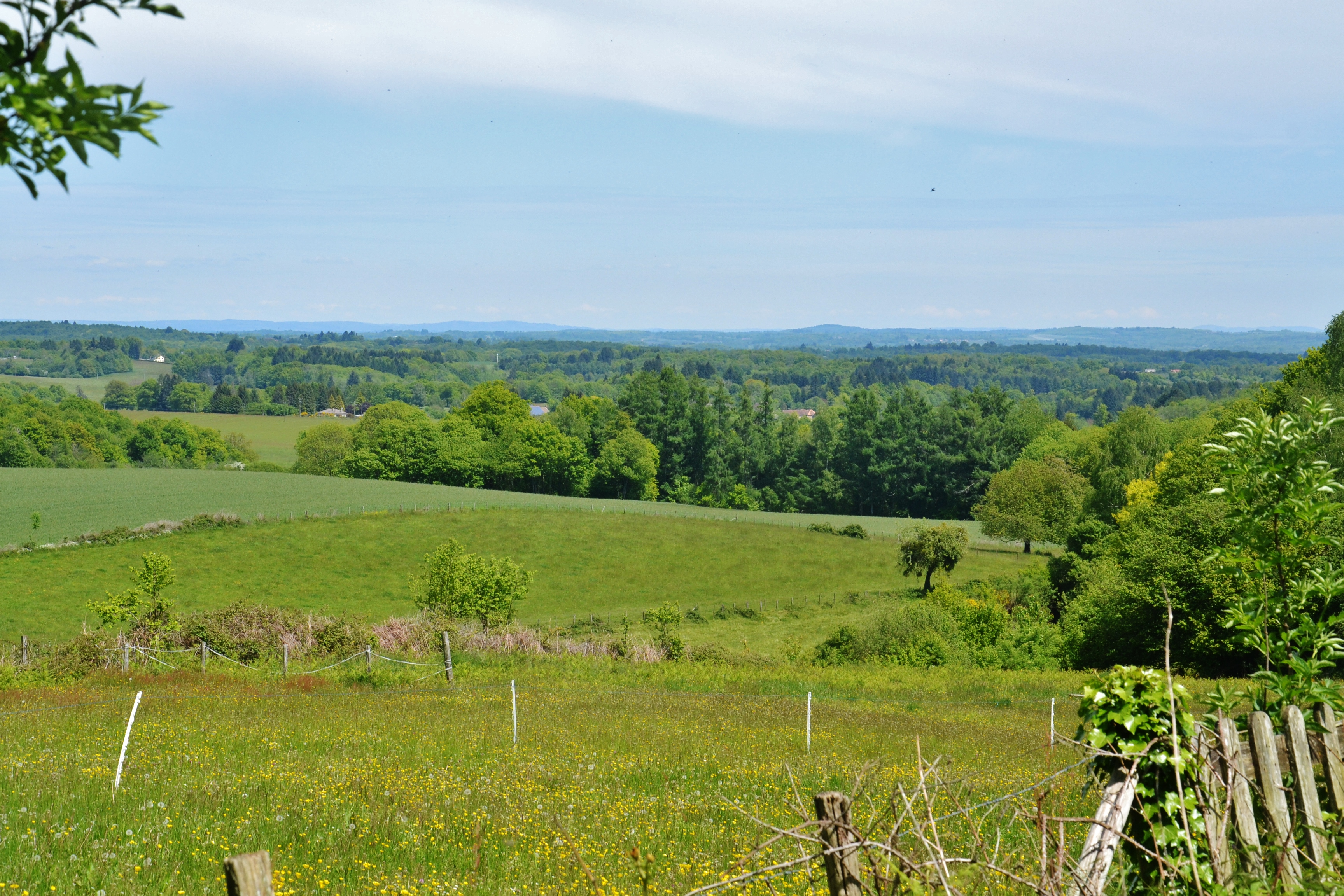
La partie ouest du plateau, au pied des monts de Châlus.

Le plateau du Limousin occupe approximativement la moitié sud du département de la Haute-Vienne (séparée du reste du département par la vallée de la Vienne), et un quart nord-ouest de la Corrèze, séparé du reste du département par la vallée de la Vézère (parfois on le prolonge jusqu'au bassin de Brive au sud, et au plateau marchois au nord).
La Charente limousine, espace collinéen et s'étageant en pente douce au fil des vallées de la Charente et de la Vienne, et le Périgord vert, qui appartiennent aussi géologiquement au Massif central, font figure de transition entre le Plateau limousin et le Bassin aquitain.
Partie intégrante des hauteurs du Limousin, le plateau est émaillé de quelques petits massifs (monts de Châlus, monts de Fayat), et constitué de plusieurs sous-plateaux définis par l'altitude et surtout les cours d'eau qui les individualisent (plateau de Rochechouart, plateau d'Uzerche, etc.). Les monts de Fayat le scindent en deux parties : au nord, la majeure partie, intégrée aux bassins versants de la Vienne et dans une moindre mesure de la Charente, de la Dronne et de l'Isle ; au sud, la partie qui dépend du bassin versant de la Vézère. Les deux parties communiquent par un bas col situé au niveau de la commune corrézienne de Masseret.
On tend parfois à accoler au terme de Plateau limousin l'ensemble des territoires de la région séparant les massifs limousins, tels le plateau de Bénévent en Creuse, voire le plateau de Xaintrie, en Corrèze, pourtant totalement séparés.

### Hydrographie
Plusieurs cours d'eau d'importance notable prennent leur source sur le plateau limousin, qui marque la ligne de partage des eaux entre le bassin de la Loire au nord (sources de la Briance, de l'Aixette, de la Grêne ou de la Gorre), le bassin de la Garonne-Dordogne au sud (sources de la Dronne, de l'Isle, de l'Auvézère), et le bassin versant maritime de la Charente, à l'ouest.

### Paysages et occupation du sol

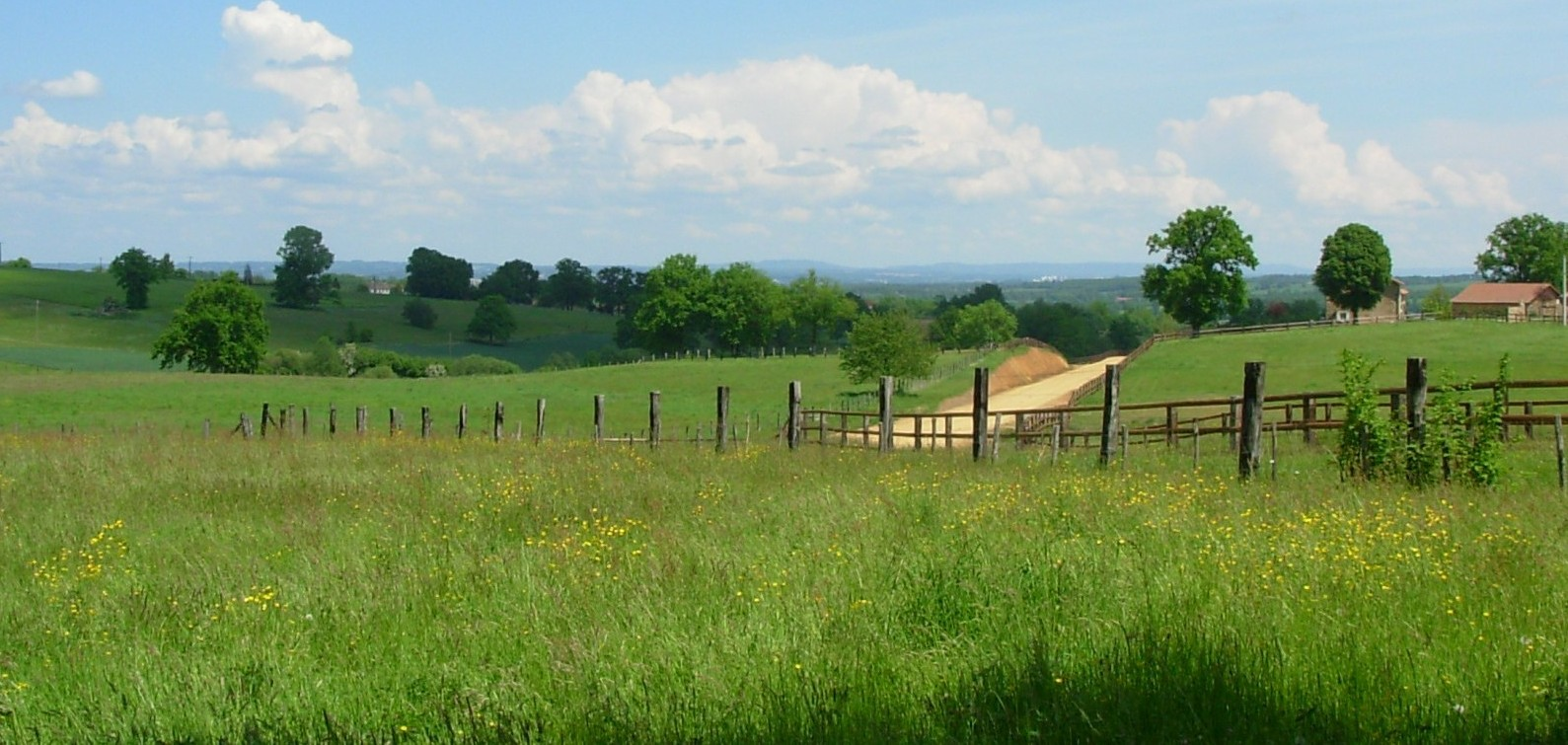
Paysage près de Flavignac, en Haute-Vienne.

Le paysage de la zone est à tendance bocagère, et est marqué par l'élevage, en particulier celui de la race bovine limousine, mais aussi dans une moindre mesure par l'élevage ovin et porcin (cul-noir).

### Géologie
La région fait partie du socle varisque (hercynien) et montre une très grande diversité[précision nécessaire].
L'astroblème de Rochechouart-Chassenon forme une anomalie en limite nord-ouest du plateau du Limousin (zone de carreaux bleu en diagonale sur la carte géologique).